# سریاته
سِریاته (به ایتالیایی: Seriate) یک شهرستان (کومونه) در ایتالیا است که در استان برگامو، ناحیه لمباردی واقع شده‌است.

## ویژگی‌ها
سریاته ۱۲٫۴۱ کیلومترمربع مساحت و ۲۵٬۰۳۶ نفر جمعیت دارد و ۲۴۷ متر بالاتر از سطح دریا واقع شده‌است.